# Aidan Walsh
Aidan Walsh (ur. 28 marca 1997 w Belfaście) – irlandzki bokser, olimpijczyk z Tokio.

## Życiorys
Urodził się 28 marca 1997 roku w Belfaście.
Reprezentował Irlandię Północną na Igrzyskach Wspólnoty Narodów 2018 i 2022.
W 2021 jako członek reprezentacji Irlandii wziął udział w Letnich Igrzyskach Olimpijskich 2020, gdzie w wadze półśredniej po pokonaniu Alberta Mengue i Mervena Claira zdobył brązowy medal (w wyniku kontuzji kostki nie stanął do walki półfinałowej).
W 2024 roku na turnieju kwalifikacyjnym w Bangkoku wywalczył awans na Igrzyska Olimpijskie 2024 w Paryżu, w których w rywalizacji do 71 kg odpadł w pierwszej rundzie z Makanem Traoré.